# Bruna Costa Alexandre
Bruna Costa Alexandre (Criciúma, Santa Catarina; 29 de març de 1995) és una jugadora de tennis taula brasilera. Disputa competicions per a discapacitats físics i també torneigs absoluts.
Com a jugadora de tennis de taula adaptat, té 4 medalles als Jocs Paralímpics, a més de pujar al podi als Campionats del Món. A París 2024, va convertir-se en la primera brasilera en disputar els Jocs Olímpics i Paralímpics en un mateix any.

## Biografia
Als sis mesos, van haver d'amputar-li el braç dret per una trombosi que es va produir a causa d'una injecció mal aplicada. Va començar a jugar a tennis taula als 7 anys, influïda pel seu germà. Inicialment competia en torneigs per a persones sense discapacitats, i no va ser fins al 2009 que va participar en competicions adaptades.

### Inici del somni olímpic
Va disputar les categories de la classe 10 individual i la classe 6-10 per equips als Jocs Paralímipcs de Londres 2012. En la competició individual no va poder superar la fase preliminar, mentre per equips va ser eliminada en quarts de final. L'any 2014 va ser doble medalla de bronze al Campionat del Món Paralímpic, tant individual ment com per equips. Quatre anys després, va guanyar dues medalles de bronze als Jocs Paralímpics d'estiu de 2016 a Rio de Janeiro, representant el seu país en les mateixes categories. Allà va esdevenir la primera brasilera a pujar a un podi paralímpic en el C10 individual).
També va competir en tennis taula convencional, després d'haver guanyat la medalla d'or als Campionats Panamericans per equips de 2017 al costat de Bruna Takahashi i Gui Lin. Aquell mateix any, va disputar la Copa del Món Paralímpica, on va ser campiona per equips juntament amb Danielle Rauen i Jennyfer Parinos.

### Assentament i nou cicle olímpic
Alexandre va guanyar la medalla de plata en el C10 individual durant els Jocs Paralímpics d'estiu de 2020 a Tòquio i el bronze en el C9-10 per equips. Aquell any va afrontar un gran repte amb el seu físic, que la va dur a perdre 25 kg cercant un guany en agilitat i resistència.
Va competir a la Copa del Món Paralímpic de Tennis Taula celebrada a Granada, l'any 2022, al costat de Paulo Salmin, competint a la classe XD17. En la final, es van enfrontar als danesos Peter Rosenmeier i Thea Nielsen, als que van derrotar per 3 sets a 0. Guiats per l'entrenador Paulo Molitor, només van perdre un únic set en tota la competició.

### Compaginant les proves adaptades i convencionals
El març de 2023, va participar en l'Open Paralímpic de Tennis Taula, celebrat a Lignano, Itàlia. A la fase de grups, Bruna va derrotar el nigerià Faith Obazuaye per 3-0 i va perdre davant el xinès Shiau Wen Tian per 3-2. A la semifinal, va derrotar per 3-2 a la polonesa Natalia Partyka. Per acabar el campionat, va guanyar la final, el 16 de març, contra la xinesa Tzu Yu Lin per 3 sets a 0. El maig de 2023 va participar en l'Open Paralímpic de Tennis Taula a Eslovènia. En modalitat individual, en classe 10, va arribar a la final. Va jugar-la contra la xinesa Hou Chunxiao i va guanyar 3 sets a 0, donant la primera medalla d'or del Brasil a la competició. A la XD17 de dobles mixt, Bruna va competir de nou amb Paulo Salmin. Van arribar a la final, van jugar contra els xinesos Weinan Peng i Guiyan. El marcador final de 3 sets a 2 va donar la victòria als xinesos, i la medalla de plata a Bruna i Paulo.
El setembre de 2023, Bruna va estar amb l'equip que va participar al Campionat Panamericà de Tennis Taula (no adaptat), celebrat a l'Havana, Cuba. El combinat brasiler, que estava format per Alexandre, Laura Watanabe i les germanes Giulia i Bruna Takahashi, va guanyar la medalla de plata, així com la classificació per als Jocs Olímpics de París 2024. Va ser convocada per competir als Jocs Panamericans de 2023, a Santiago, Xile, sent la primera brasilera a competir tant als Jocs Panamericans com als Parapanamericans d'un mateix any. A la competició convencional, celebrada el novembre de 2023, va participar en la modalitat per equips, competint juntament amb les germanes Takahashi.
A principis d'agost de 2024, va debutar en la prova olímpica de tennis de taula a París, en la categoria d'equips. Va ser una participació agredolça, doncs el combinat va ser eliminat en primera ronda per l'equip de Corea del Sud (que més tard s'enduria el bronze) i la catarinense va perdre els dos partits que va jugar. D'altra banda, Bruna Alexandre va convertir-se en la primera persona d'Amèrica (homes i dones) en disputar proves olímpiques i paralímpiques en una mateixa olimpíada. Als Paralímpics de París, va obtenir dues noves medalles de bronze en el torneig individual i en el de dobles femení; mentre que la parella mixta amb Paulo Salmin va ser eliminada en quarts de final.

## Diferents competicions
La Bruna competeix tant en esports olímpics com paralímpics. Diu que una de les raons per estar tan ben situada en el rànquing paralímpic és precisament la seva experiència en la modalitat general. Quan juga contra persones que tenen dos braços, els oponents no tenen dificultat d'equilibri i adopten un joc més obert. Comparant les dues modalitats, afirma que als Paralímpics molts atletes fan servir una pala adaptada que inverteix l'efecte de la pilota, mentre que als Jocs Olímpics això no és habitual; i els adversaris encaren el joc de manera més agressiva. No obstant això, assegura que el seu estil de joc, poc convencional en competicions absolutes, dificulta la tàctica defensiva dels contrincants.

## Palmarès en paratennis taula
| Campionat del Món - Bronze (individual): 2014 (Pequín) - Bronze (equips): 2014 (Pequín) - Or (dobles mixt): 2022 (Granada) - Bronze (individual): 2022 (Granada) Jocs Paralímpics - Bronze (individual): 2016 (Rio) - Bronze (equips): 2016 (Rio) - Plata (individual): 2020 (Tòquio) - Bronze (equips): 2020 (Tòquio) | - Competint el 2012 - Durant els Jocs Paralímpics de 2016 - Al podi de Rio 2016 |

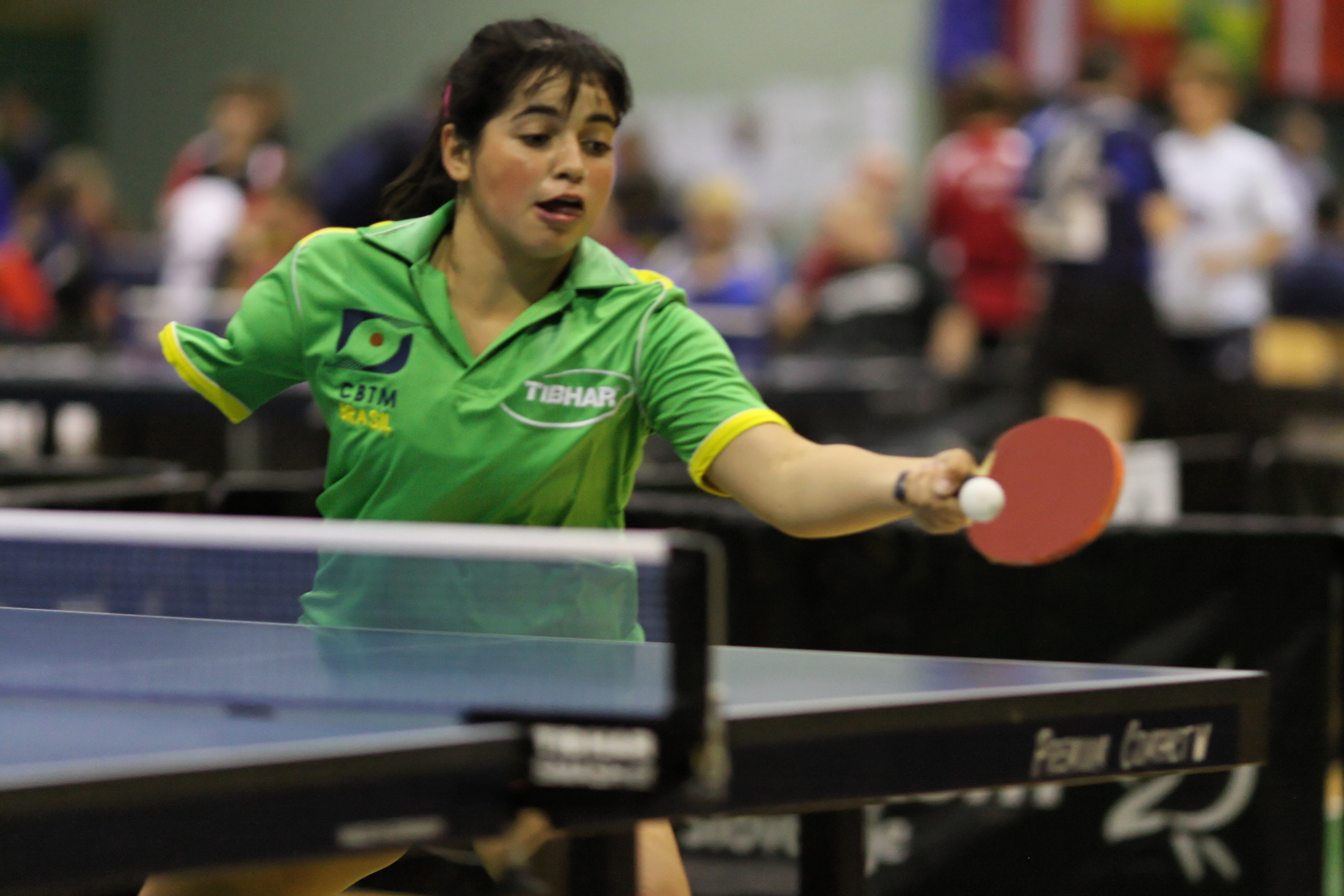
Competint el 2012
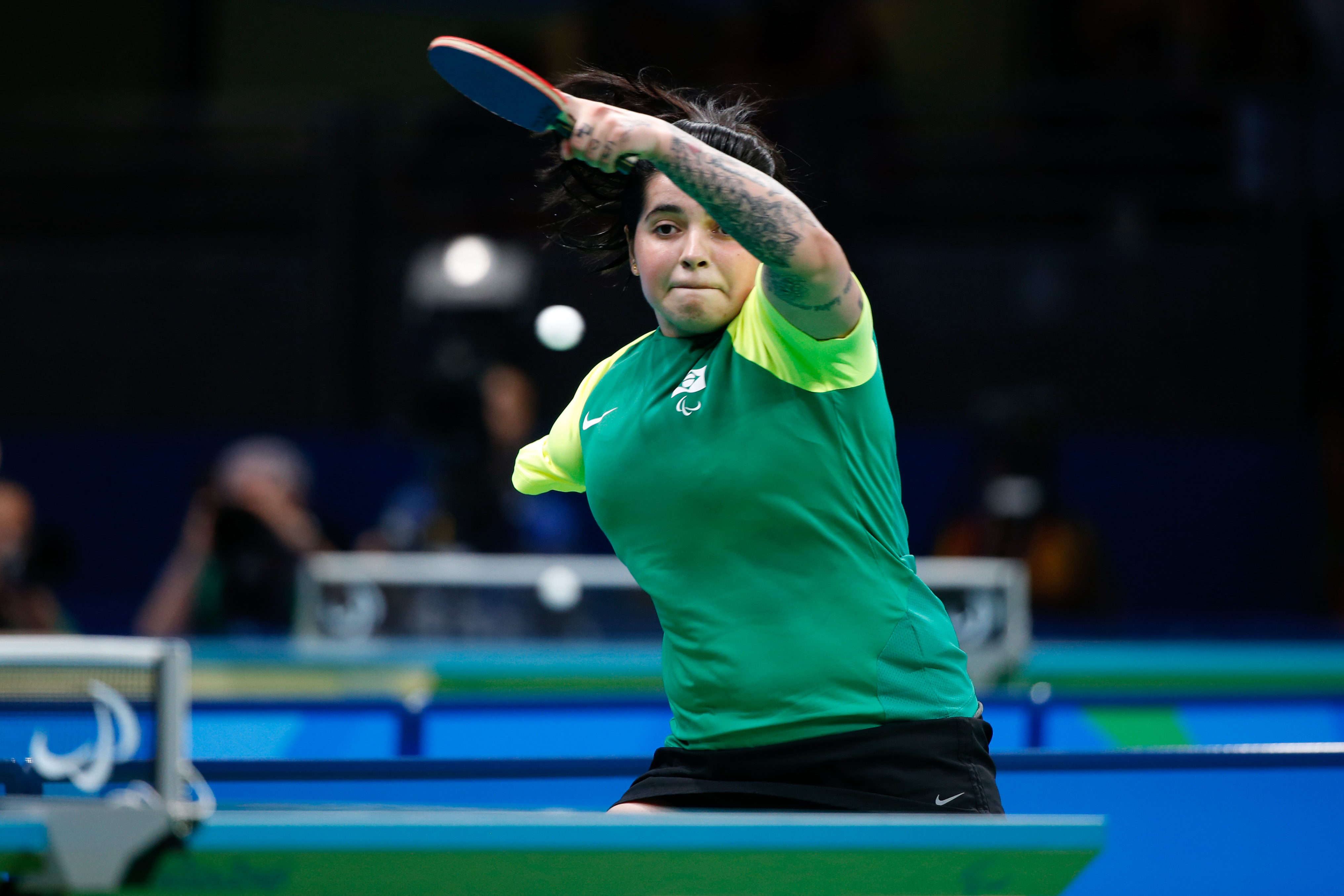
Durant els Jocs Paralímpics de 2016
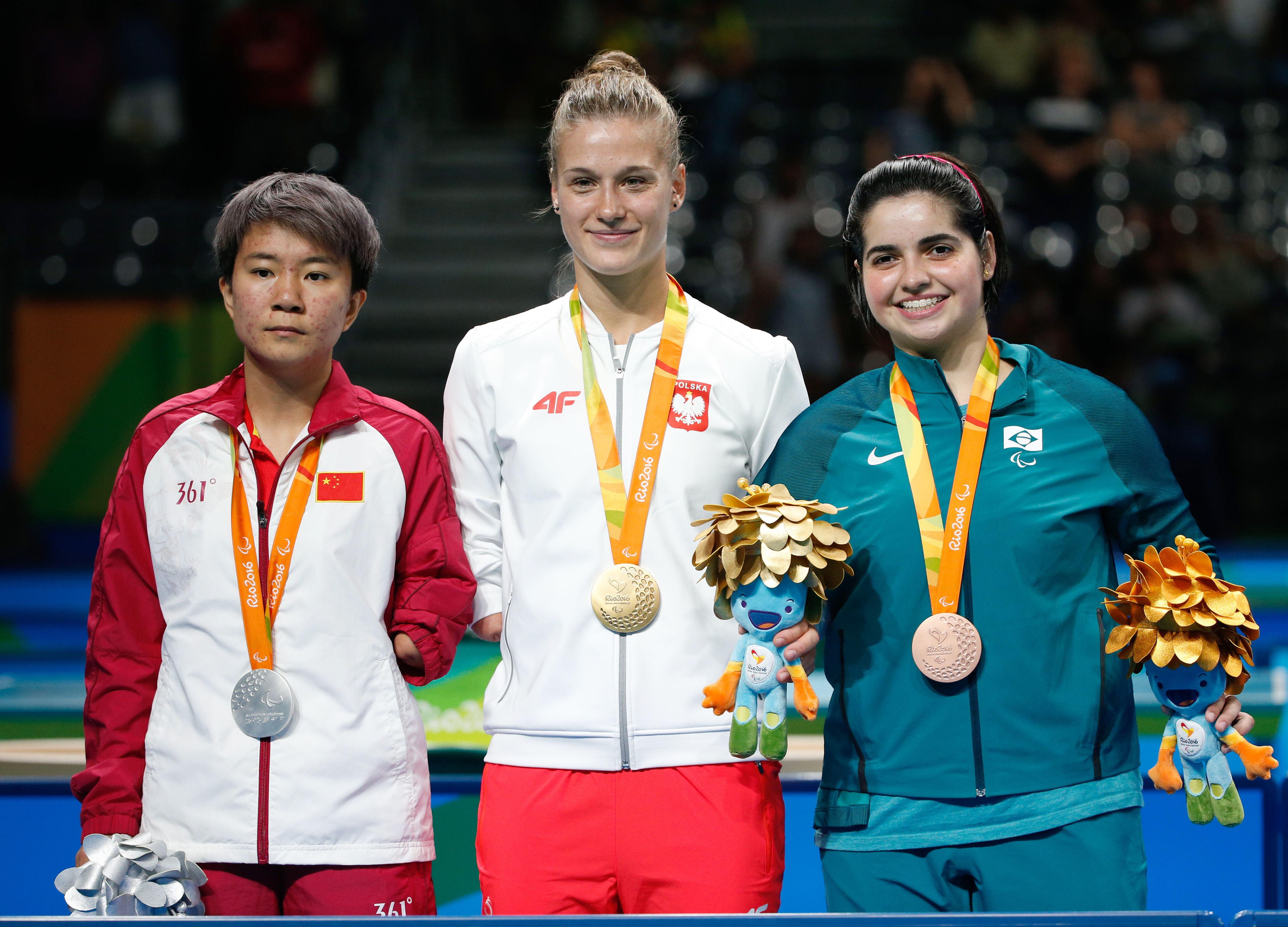
Al podi de Rio 2016